# Inflammatory bowel disease
Inflammatory bowel disease, in het Nederlands ook wel met inflammatoire darmziekte of kortweg met de Engelse afkorting IBD aangeduid, is de thans gebruikte benaming voor een groep chronische ontstekingen van het maag-darmkanaal.
De afkorting IBD moet niet verward worden met de afkorting IBS (irritable bowel syndrome), het zogenoemde prikkelbaredarmsyndroom waarbij geen ontsteking aanwezig is. Bij de laatste aandoening lijkt een bewegingsprobleem van de darm de oorzaak van de klachten te zijn.

## Vormen
Er zijn twee hoofdvormen van IBD, de colitis ulcerosa en de ziekte van Crohn:
- De ziekte van Crohn is een chronische ontsteking van de darmwand die elk deel van het spijsverteringskanaal kan aantasten. In 80% van de gevallen is echter vooral het lagere deel van het ileum aangetast.
- Colitis ulcerosa is een chronische aandoening waarbij de karteldarm (het colon) en de endeldarm (het rectum) ontstoken raakt en er zweren (ulcera) ontstaan, wat leidt tot ontsteking met bloederige diarree, buikkramp en koorts.

Verantwoordelijk voor veel minder gevallen zijn andere vormen van IBD:
- Collageneuze colitis
- Diversiecolitis
- Ischemische colitis
- Lymfocytaire colitis
- Ziekte van Behçet

## Verschillen tussen crohn en colitis ulcerosa
Er zijn enkele belangrijke verschillen tussen de ziekte van Crohn en colitis ulcerosa:
| Ziekte van Crohn | Colitis ulcerosa |
| --- | --- |
| De ontsteking is transmuraal en kan alle lagen van de darmwand beslaan en penetreren. Met andere woorden, de ontstekingen gaan dieper.                                                        | De ontsteking tast alleen de mucosa (het darmslijmvlies) aan.                                                                                   |
| Perianale en inwendige darmabcessen kunnen zich voordoen. Chirurgische behandeling is vrijwel altijd noodzakelijk.                                                                            | Er doen zich geen echte abcessen voor. |
| Bij de ziekte van Crohn kunnen skiplaesies zich voordoen; zieke en gezonde darm wisselen elkaar af, en de ziekte kan zich voordoen van mond tot anus, dus ook in de dunne darm, de maag, etc. | Colitis ulcerosa doet zich voor in het rectum en de dikke darm, en de darm is aaneengesloten ontstoken.                                         |
| De endeldarm wordt vaak gespaard bij de ziekte van Crohn, maar de mond en anus kunnen wel aangedaan zijn (anale abcessen, fistels, aften in de mond).                                         | De endeldarm is altijd aangedaan bij colitis ulcerosa, maar de anus nooit.                                                                      |
| Er is vaak sprake van galzuurmalabsorptie en waterige of vettige diarree, maar bloedverlies komt niet vaak voor. De ontlasting heeft een groot volume, meestal 3-4 keer per dag.              | Bij colitis ulcerosa is er vrijwel altijd sprake van bloedverlies. De diarree heeft een normaal volume, maar is zeer frequent.                  |
| Ileïtis, of wel een ontsteking van de dunne darm, kan zich voordoen bij de ziekte van Crohn.                                                                                                  | Er kan ileitis optreden als gevolg van een "reflux" vanuit de dikke darm, maar dit is niet hetzelfde als de ileïtis die gezien wordt bij Crohn. |

Ook zijn er verschillen in symptomen:
|                     | Ziekte van Crohn                | Colitis ulcerosa                    |
| ------------------- | ------------------------------- | ----------------------------------- |
| Ontlasting          | Vaak papachtig, soms steatorroe | Vaak met slijm en bloed             |
| Tenesmus            | Komt niet vaak voor             | Komt vaak voor                      |
| Koorts              | Vaak                            | Zelden (overweeg fulminant colitis) |
| Fistel (of abces)   | Komt vaak voor                  | Zelden                              |
| Gewichtsverlies     | Vaak                            | Zelden                              |
| Occult bloedverlies | Zelden                          | Vaak                                |
| EIM-manifestaties   | Vaak                            | Zelden                              |

NB: Extra-intestinale manifestaties (EIM) zijn ontstekingen buiten de darm die tijdens een opvlamming kunnen optreden, bijvoorbeeld van de huid (bijvoorbeeld erythema nodosum), de ogen (bijvoorbeeld uveïtis) of de gewrichten (artritis). Sommige manifestaties zijn specifieker voor Crohn dan colitis, zo wordt de huidaandoening hidradenitis suppurativa sterk geassocieerd met Crohn, maar niet met colitis ulcerosa. Gewrichtsontstekingen komen weer vaker voor bij colitis ulcerosa en minder bij Crohn.
Een beknopte lijst van IBD-geassocieerde EIM's, en bij welke vorm het vaker voorkomt:
| Manifestatie                      | Vaker bij        |
| --------------------------------- | ---------------- |
| Aften                             | Ziekte van Crohn |
| Artritis                          | Colitis ulcerosa |
| Cystische acne                    | Colitis ulcerosa |
| Erythema induratum                | Ziekte van Crohn |
| Erythema nodosum                  | Ziekte van Crohn |
| Galstenen                         | Ziekte van Crohn |
| Hidradenitis suppurativa          | Ziekte van Crohn |
| Nierstenen                        | Ziekte van Crohn |
| Primair scleroserende cholangitis | Colitis ulcerosa |
| Pyoderma gangraenosum             | Colitis ulcerosa |
| Pyoderma vegetans                 | Colitis ulcerosa |
| Uveïtis                           | Ziekte van Crohn |

## Voorkomen
In 2015 bleek uit een grootschalige en langdurige studie onder duizenden Limburgse patiënten dat IBD veel vaker voorkomt dan tot dan toe werd gedacht. Negen op de 1000 mensen in Nederland heeft last van een chronische darmontsteking, terwijl schattingen tot dan toe uitgingen van ongeveer 2 patiënten per 1000 mensen. Ieder jaar krijgen in Nederland circa 70 personen per 100.000 inwoners de diagnose IBD. Er is gedurende afgelopen 25 jaar een duidelijke stijging van het aantal mensen met de ziekte van Crohn te zien en in mindere mate ook van mensen met colitis ulcerosa.
IBD wordt in het algemeen voor het eerst op jongere leeftijd geconstateerd. De ziekte van Crohn wordt iets meer bij vrouwen en colitis ulcerosa iets vaker bij mannen gezien. IBD is een chronische ziekte. Dit betekent dat de meeste mensen met IBD korte of langere periodes met klachten blijven doormaken.

## Symptomen
De belangrijkste klachten bij chronische darmontstekingen zijn: diarree, vermageren, het gevoel de ontlasting niet goed te kunnen ophouden en bloedverlies bij de ontlasting.
De ernst en aard van de klachten verschillen sterk per patiënt, maar kunnen de kwaliteit van het leven zeer nadelig beïnvloeden.
De overeenkomsten en verschillen tussen de ziekte van Crohn en colitis ulcerosa zijn weergegeven in onderstaande tabel:
|                      | Ziekte van Crohn | Colitis ulcerosa |
| -------------------- | ---------------- | ---------------- |
| Diarree              | vaak             | bijna altijd     |
| Bloed bij ontlasting | soms             | bijna altijd     |
| Slijm bij ontlasting | soms             | bijna altijd     |
| Buikpijn             | vaak             | soms             |
| Gewichtsverlies      | vaak             | soms             |
| Klachten rond anus   | vaak             | zeldzaam         |
| Darmvernauwing       | soms             | zelden           |

Circa 85% van de in het ziekenhuis opgenomen patiënten met IBD is ondervoed.

## Oorzaak
De oorzaken van chronische darmontstekingen zijn grotendeels onbekend. Er zijn duidelijke aanwijzingen dat zowel erfelijke factoren als omgevingsfactoren een rol spelen bij het ontstaan van deze ziekten.
Waarschijnlijk spelen afwijkende reacties van het immuunsysteem op darmbacteriën een belangrijke rol. Het menselijke lichaam beschikt in het darmslijmvlies over een verdedigingsmechanisme tegen indringers zoals bacteriën en virussen. Bij IBD valt dit verdedigingsmechanisme als het ware het eigen lichaam aan, met een ontstekingsreactie in de dikke en/of dunne darm als gevolg. Dit blijkt onder meer uit het voorkomen van geactiveerde T-cellen, monocyten en macrofagen bij IBD.
Een groeiende hoeveelheid bewijs wijst op een belangrijke rol van de darmflora en verstoorde doorlaatbaarheid van de darmmucosa.
Hoewel erfelijke factoren zeker een rol spelen heeft iemand met IBD maar een kleine kans op het krijgen van een kind dat later ook IBD krijgt. Bij ongeveer 5 tot 10% van de familieleden van patiënten met de ziekte van Crohn of colitis ulcerosa, komt IBD voor. Dit percentage is hoger dan bij mensen die geen IBD hebben.
Spanning en stress veroorzaken bij de meeste mensen klachten van het maag-darmkanaal, zo ook bij mensen met IBD. Wetenschappelijk onderzoek heeft de invloed van stress inderdaad aangetoond. De vraag is of er sprake is van oorzaak of van gevolg. Het ziektebeloop is in het algemeen gunstiger bij mensen die niet gebukt gaan onder spanning of stress. De ziekte kan echter ook stress veroorzaken.
Het roken van sigaretten is een belangrijke risicofactor voor de ziekte van Crohn. Het versterkt de intensiteit van de ziekte, zorgt voor meer uitingen ervan, en kan voor slechtere uitkomsten zorgen bij operaties. Stoppen met roken vermindert het aantal oplevingen van de ziekte van Crohn met veertig procent. De verklaring is dat roken de vorming van stolsels in de bloedvaten (trombose) van de darm bevordert, waardoor een ontsteking kan ontstaan.

## Diagnose en onderzoek
Een arts stelt de diagnose ziekte van Crohn of colitis ulcerosa met behulp van de volgende gegevens:
- het verhaal over de klachten van de patiënt (anamnese);
- de resultaten van lichamelijk onderzoek;
- de resultaten van laboratoriumonderzoek;
- de resultaten van endoscopisch of röntgenonderzoek van de dunne en/of dikke darm;
- eventueel de resultaten van echografie of CT-scan van de buik.

Het stellen van de diagnose duurt vaak enige maanden. Soms is het in het begin nog niet goed duidelijk of er inderdaad sprake is van een chronische darmontsteking. Aan de andere kant komt het voor dat de diagnose wordt gesteld tijdens een operatie bijvoorbeeld omdat een blindedarmontsteking wordt vermoed.
In sommige gevallen is het nodig een darmoperatie uit te voeren. Dit kan bijvoorbeeld het geval zijn bij een ernstige vernauwing van de darm of bij het niet reageren op medicijnen. De aanpak bij de ziekte van Crohn en colitis ulcerosa is hierbij verschillend. Bij colitis ulcerosa zal men in het algemeen de dikke darm weghalen om daarna een verbinding tussen de dunne darm en de anus te maken. Bij de ziekte van Crohn opereert men zo spaarzaam mogelijk. Als er geopereerd wordt, neemt men vaak het laatste gedeelte van de dunne darm en het begin van de dikke darm weg.

## Behandeling
Voeding speelt een belangrijke rol in het ontstaan en de behandeling van chronische darmontstekingen. Een zogenaamd elementair dieet wordt al enkele decennia ingezet bij het verminderen van ziektesymptomen bij de ziekte van Crohn. Dit is een complete voeding die is samengesteld uit "voorverteerde" voedingsstoffen. Zo bevat het dieet aminozuren en/of korte ketens van aminozuren in plaats van eiwitten; vet in de vorm van middellangeketenvetzuren en koolhydraten in de vorm van glucose en kortketenige koolhydraten. Deze kunnen eenvoudig verteerd en opgenomen worden door de darmen. Het effect van een elementair dieet voor het verkrijgen van een remissie is even groot als dat van corticosteroïden. Wanneer een elementair dieet beëindigd wordt en het voormalige voedingspatroon hervat wordt, ervaren veel patiënten weer een terugval.
Wat de onderliggende werking is van een elementair dieet is nog niet duidelijk. Waarschijnlijk is een succes van deze behandeling afhankelijk van het al dan niet verwijderen van voedingsfactoren die darmontsteking veroorzaken.
In de meerderheid van de studies die ernaar gedaan worden, blijken omega-3 vetzuren gunstig uit te werken op chronische darmontstekingen als colitis ulcerosa en de ziekte van Crohn. Een disbalans tussen omega-6 en omega-3 vetzuren speelt zeker een rol bij deze aandoeningen.

## Microplastics
In 2021 bleek uit een Chinees onderzoek, dat IBD-patiënten anderhalfmaal zoveel microplastics in hun ontlasting hadden dan andere mensen. Blijkbaar zijn ze blootgesteld aan grotere hoeveelheden microplastics in hun maag-darmkanaal. Een causaal verband is echter nog niet aangetoond. 